# Lista de crateras em Mercúrio

## A
| Cratera          | Latitude | Longitude | Diâmetro (km) | Referência                                          |
| ---------------- | -------- | --------- | ------------- | --------------------------------------------------- |
| Abedin           | 61.7 N   | 10.2 W    | 110           | Zainul Abedin, pintor do Bangladesh                 |
| Abu Nuwas        | 17.4 N   | 20.4 W    | 116           | Abu Nuwas, poeta árabe                              |
| Africanus Horton | 51.5 S   | 41.2 W    | 135           | Africanus Horton, escritor da Serra Leoa            |
| Ahmad Baba       | 58.5 N   | 126.8 W   | 127           | Ahmad Baba al Massufi, escritor da África Ocidental |
| Al-Akhtal        | 59.2 N   | 97.0 W    | 102           | Akhtal, poeta árabe                                 |
| Al-Hamadhani     | 38.8 N   | 89.7 W    | 186           | Badi' az-Zaman al-Hamadhani, escritor árabe         |
| Al-Jāhiz         | 1.2 N    | 21.5 W    | 91            | Al-Jahiz, escritor árabe                            |
| Alencar          | 63.5 S   | 103.5 W   | 120           | José de Alencar, escritor brasileiro                |
| Amaral           | 26.4 S   | 242.3 W   | 106           | Tarsila do Amaral, artista brasileira               |
| Amru Al-Qays     | 12.3 N   | 175.6 W   | 50            | Imru Al-Qays Ibn Hujr, poeta árabe                  |
| Andal            | 47.7 S   | 37.7 W    | 108           | Andal, escritora tâmil                              |
| Apollodorus      | 30.58 N  | 197.01 W  | 41            | Apolodoro de Damasco, arquiteto da Grécia Antiga    |
| Aristoxenes      | 82.0 N   | 11.4 W    | 69            | Aristóxeno, escritor grego antigo                   |
| Aśvaghosa        | 10.4 N   | 21.0 W    | 90            | Aśvaghoṣa, filósofo e poeta sânscrito               |
| Atget            | 25.65 N  | 193.93 W  | 100           | Eugène Atget, fotógrafo francês                     |

## B
| Cratera       | Latitude | Longitude | Diâmetro (km) | Referência                                          |
| ------------- | -------- | --------- | ------------- | --------------------------------------------------- |
| Bach          | 68.5 S   | 103.4 W   | 214           | Johann Sebastian Bach, compositor alemão            |
| Bacia Caloris | 30.5° N  | 189.8 W   | 1550          | sem referencias                                     |
| Balagtas      | 22.6 S   | 13.7 W    | 98            | Francisco Balagtas, poeta filipino                  |
| Balzac        | 10.3 N   | 144.1 W   | 80            | Honoré de Balzac, escritor francês                  |
| Bartok        | 41.3 S   | 162.8 W   | 128           | Béla Bartók, compositor húngaro                     |
| Barma         | 29.6 S   | 134.6 W   | 112           | Postnik "Barma" Yakovlev, arquiteto russo           |
| Basho         | 32.7 S   | 169.7 W   | 80            | Matsuo Bashō, poeta japonês                         |
| Beckett       | 40.1 S   | 248.8 W   | 57            | Clarice Beckett, pintor australiano                 |
| Beethoven     | 20.8 S   | 123.6 W   | 643           | Ludwig van Beethoven, compositor alemão             |
| Bek           | 21.1 N   | 50.3 W    | 30            | Bek, escultor egípcio                               |
| Belinskij     | 76.0 S   | 103.4 W   | 70            | Vissarion Belinsky, crítico literário russo         |
| Bello         | 18.9 S   | 120.0 W   | 129           | Andrés Bello, escritor sul-americano                |
| Benoit        | 7.6 N    | 256.2 W   | 43            | Rigaud Benoit, artista haitiano                     |
| Berkel        | 13.6 S   | 333.5 W   | 21            | Sabri Berkel, pintor turco                          |
| Bernini       | 79.2 S   | 136.5 W   | 146           | Gianlorenzo Bernini, escultor italiano              |
| Bjornson      | 73.1 N   | 109.2 W   | 88            | Bjørnstjerne Bjørnson, poeta norueguês              |
| Boccaccio     | 80.7 S   | 29.8 W    | 142           | Giovanni Boccaccio, italiano escritor               |
| Boethius      | 0.9 S    | 73.3 W    | 129           | Anicius Manlius Severinus Boethius, filósofo romano |
| Botticelli    | 63.7 N   | 109.6 W   | 143           | Sandro Botticelli, artista italiano                 |
| Brahms        | 58.5 N   | 176.2 W   | 96            | Johannes Brahms, compositor alemão                  |
| Bramante      | 47.5 S   | 61.8 W    | 159           | Donato Bramante, arquiteto italiano                 |
| Bronte        | 38.7 N   | 125.9 W   | 60            | Família Brontë escritores e artistas ingleses       |
| Bruegel       | 49.8 N   | 107.5 W   | 75            | Pieter Bruegel, o Velho, pintor flamengo            |
| Brunelleschi  | 9.1 S    | 22.2 W    | 134           | Filippo Brunelleschi, arquiteto italiano            |
| Burns         | 54.4 N   | 115.7 W   | 45            | Robert Burns, poeta escocês                         |
| Byron         | 8.5 S    | 32.7 W    | 105           | Lord Byron, poeta inglês                            |

## C
| Cratera      | Latitude | Longitude | Diâmetro (km) | Referência                                  |
| ------------ | -------- | --------- | ------------- | ------------------------------------------- |
| Callicrates  | 66.3 S   | 32.6 W    | 70            | Calícrates, arquiteto da Grécia Antiga      |
| Camoes       | 70.6 S   | 69.6 W    | 70            | Luís de Camões, escritor português          |
| Carducci     | 36.6 S   | 89.9 W    | 117           | Giosuè Carducci, poeta italiano             |
| Calvino      | 3.9 S    | 56.0 W    | 68            | Italo Calvino, escritor italiano            |
| Cervantes    | 74.6 S   | 122.0 W   | 181           | Miguel de Cervantes, escritor espanhol      |
| Cézanne      | 8.5 S    | 123.4 W   | 75            | Paul Cézanne, pintor francês                |
| Chaikovskij  | 7.4 N    | 50.4 W    | 165           | Pyotr Ilyich Tchaikovsky, compositor russo  |
| Chao Meng-Fu | 87.3 S   | 134.2 W   | 167           | Zhao Mengfu, artista chinês                 |
| Chekov       | 36.2 S   | 61.5 W    | 199           | Anton Chekhov, russo escritor               |
| Chiang K'ui  | 13.8 N   | 102.7 W   | 35            | Jiang Kui, poeta chinês                     |
| Chong Ch'ol  | 46.4 N   | 116.2 W   | 162           | Jeong Cheol, poeta coreano                  |
| Chopin       | 65.1 S   | 123.1 W   | 129           | Frédéric Chopin, compositor polonês         |
| Chu Ta       | 2.2 N    | 105.1 W   | 110           | Zhu Da, pintor chinês                       |
| Coleridge    | 55.9 S   | 66.7 W    | 110           | Samuel Taylor Coleridge, poeta inglês       |
| Copland      | 37.5 N   | 286.7 W   | 208           | Aaron Copland, compositor estadunidense     |
| Copley       | 38.4 S   | 85.2 W    | 30            | John Singleton Copley, pintor estadunidense |
| Couperin     | 29.8 N   | 151.4 W   | 80            | Família Couperin, músicos franceses         |
| Cunningham   | 30.48 N  | 203.07 W  | 37            | Imogen Cunningham, fotógrafa estadunidense  |

## D
| Cratera     | Latitude | Longitude | Diâmetro (km) | Referência                                   |
| ----------- | -------- | --------- | ------------- | -------------------------------------------- |
| Dali        | 45.3 N   | 240.6 W   | 175           | Salvador Dalí, pintor espanhol               |
| Dario       | 26.5 S   | 10.0 W    | 151           | Rubén Darío, escritor nicaraguense           |
| de Graft    | 22.1 N   | 358.0 W   | 65            | Joe de Graft, dramaturgo ganês               |
| Debussy     | 33.9 S   | 347.5 W   | 85            | Claude Debussy, compositor francês           |
| Degas       | 37.4 N   | 126.4 W   | 60            | Edgar Degas, artista francês                 |
| Delacroix   | 44.7 S   | 129.0 W   | 146           | Eugène Delacroix, artista francês            |
| Derain      | 8.7 S    | 340.3 W   | 190           | André Derain, artista francês                |
| Derzhavin   | 44.9 N   | 35.3 W    | 159           | Gavril Romanovich Derzhavin, poeta russo     |
| Desprez     | 80.8 N   | 90.7 W    | 50            | Josquin des Prez, compositor franco-flamengo |
| Dickens     | 72.9 S   | 153.3 W   | 78            | Charles Dickens, novelista inglês            |
| Dominici    | 1.4 N    | 36.5 W    | 20            | Maria de Dominici, pintor maltês             |
| Donne       | 2.8 N    | 13.8 W    | 88            | John Donne, poeta inglês                     |
| Dostoevskij | 45.1 S   | 176.4 W   | 411           | Fyodor Dostoyevsky, novelista russo          |
| Dowland     | 53.5 S   | 179.5 W   | 100           | John Dowland, compositor inglês              |
| Durer       | 21.9 N   | 119.0 W   | 180           | Albrecht Dürer, artista alemão               |
| Dvorak      | 9.6 S    | 11.9 W    | 82            | Antonín Dvořák, compositor checo             |

## E
| Cratera  | Latitude | Longitude | Diâmetro (km) | Referência                                    |
| -------- | -------- | --------- | ------------- | --------------------------------------------- |
| Eastman  | 9.6 N    | 234.3 W   | 80            | Charles Eastman, autor ameríndio              |
| Eitoku   | 42.7 N   | 19.2 W    | 75            | Kano Eitoku, artista japonês                  |
| Equiano  | 22.1 S   | 156.9 W   | 100           | Olaudah Equiano, escritor da África Ocidental |
| Eminescu | 10.79 N  | 245.87 W  | 125           | Mihail Eminescu, poeta romeno                 |
| Enwonwu  | 9.9 S    | 238.4 W   | 38            | Ben Enwonwu, pintor nigeriano                 |
| Equiano  | 40.2 S   | 30.7 W    | 99            | Olaudah Equiano, escritor beninense           |

## F
| Cratera   | Latitude | Longitude | Diâmetro (km) | Referência                         |
| --------- | -------- | --------- | ------------- | ---------------------------------- |
| Fet       | 4.9 S    | 179.9 W   | 24            | Afanasy Fet, poeta russo           |
| Firdousi  | 3.5 N    | 294.6 W   | 96            | Ferdusi, poeta persa               |
| Flaubert  | 13.7 S   | 72.2 W    | 95            | Gustave Flaubert, escritor francês |
| Futabatei | 16.2 S   | 83.0 W    | 66            | Futabatei Shimei, escritor japonês |

## G
| Cratera        | Latitude | Longitude | Diâmetro (km) | Referência                                       |
| -------------- | -------- | --------- | ------------- | ------------------------------------------------ |
| Gainsborough   | 36.1 S   | 183.3 W   | 100           | Thomas Gainsborough, pintor inglês               |
| Gauguin        | 66.3 N   | 96.3 W    | 72            | Paul Gauguin, francês artista                    |
| Geddes         | 27.3 N   | 29.7 W    | 80            | Wilhelmina Geddes, artista de vidro irlandesa    |
| Ghiberti       | 48.4 S   | 80.2 W    | 123           | Lorenzo Ghiberti, escultor italiano              |
| Gibran         | 35.5 N   | 110.4 W   | 102           | Khalil Gibran, poeta e artista libanês-americano |
| Giotto         | 12.0 N   | 55.8 W    | 150           | Giotto di Bondone, pintor italiano               |
| Glinka         | 14.8 N   | 111.7 W   | 86            | Mikhail Glinka, compositor russo                 |
| Gluck          | 37.3 N   | 18.1 W    | 105           | Christoph Willibald Gluck, compositor austríaco  |
| Goethe         | 78.5 N   | 44.5 W    | 383           | Johann Wolfgang von Goethe, alemão escritor      |
| Gogol          | 28.1 S   | 146.4 W   | 87            | Nikolai Gogol, russo playwright                  |
| Goya           | 7.2 S    | 152.0 W   | 135           | Francisco Goya, artista espanhol                 |
| Grieg          | 51.1 N   | 14.0 W    | 65            | Edvard Grieg, compositor norueguês               |
| Guido d'Arezzo | 38.7 S   | 18.3 W    | 66            | Guido de Arezzo, teórico musical italiano        |

## H
| Cratera     | Latitude | Longitude | Diâmetro (km) | Referência                                                                |
| ----------- | -------- | --------- | ------------- | ------------------------------------------------------------------------- |
| Hals        | 54.8 S   | 115.0 W   | 100           | Frans Hals, pintor neerlandês                                             |
| Han Kan     | 71.6 S   | 143.8 W   | 50            | Han Gan, pintor chinês                                                    |
| Handel      | 3.4 N    | 33.8 W    | 166           | George Frideric Handel, compositor alemão                                 |
| Harunobu    | 15.0 N   | 140.7 W   | 110           | Suzuki Harunobu, compositor japonês                                       |
| Hauptmann   | 23.7 S   | 179.9 W   | 120           | Gerhart Hauptmann, dramaturgo alemão                                      |
| Hawthorne   | 51.3 S   | 115.1 W   | 107           | Nathaniel Hawthorne, novelista estadunidense                              |
| Haydn       | 27.3 S   | 71.6 W    | 270           | Joseph Haydn, compositor austríaco                                        |
| Heine       | 32.6 N   | 124.1 W   | 75            | Heinrich Heine, poeta alemão                                              |
| Hemingway   | 17.5 N   | 2.9 W     | 130           | Ernest Hemingway, escritor estadunidense                                  |
| Hesiod      | 58.5 S   | 35.0 W    | 107           | Hesíodo, poeta da Grécia Antiga                                           |
| Hiroshige   | 13.4 S   | 26.7 W    | 138           | Ando Hiroshige, japonês artista                                           |
| Hitomaro    | 16.2 S   | 15.8 W    | 107           | Kakinomoto no Hitomaro, japonês poeta                                     |
| Hodgkins    | 29.2 N   | 341.9 W   | 20            | Frances Hodgkins, pintor neo-zelandês                                     |
| Hokusai     | 58.3 N   | 342.3 W   | 95            | Katsushika Hokusai, pintor japonês                                        |
| Holbein     | 35.6 N   | 28.9 W    | 113           | Hans Holbein the Younger, artista alemão                                  |
| Holberg     | 67.0 S   | 61.1 W    | 61            | Ludvig Holberg, escritor dinamarquês                                      |
| Homer       | 1.2 S    | 36.2 W    | 314           | Homero, poeta da Grécia Antiga                                            |
| Horace      | 68.9 S   | 52.0 W    | 58            | Horácio, poeta da Roma Antiga                                             |
| Hovnatanian | 7.6 S    | 187.5 W   | 34            | Hakop Hovnatanian, pintor armênio                                         |
| Hugo        | 38.9 N   | 47.0 W    | 198           | Victor Hugo, escritor francês                                             |
| Hun Kal     | 0.5 S    | 20.0 W    | 1.5           | '20' nas línguas maias (serve como meridiano de referência para Mercúrio) |

## I
| Cratera   | Latitude | Longitude | Diâmetro (km) | Referência                             |
| --------- | -------- | --------- | ------------- | -------------------------------------- |
| Ibsen     | 24.1 S   | 35.6 W    | 159           | Henrik Ibsen, dramaturgo norueguês     |
| lctinus   | 79.1 S   | 165.2 W   | 119           | Ictinos, arquiteto da Grécia Antiga    |
| Imhotep   | 18.1 S   | 37.3 W    | 159           | Imhotep, arquiteto do Antigo Egito     |
| Ives      | 32.9 S   | 111.4 W   | 20            | Charles Ives, compositor estadunidense |
| Izquierdo | 1.6 S    | 253.1 W   | 170           | María Izquierdo, pintora mexicana      |

## J
| Cratera       | Latitude | Longitude | Diâmetro (km) | Referência                              |
| ------------- | -------- | --------- | ------------- | --------------------------------------- |
| Janáček       | 56.0 N   | 153.8 W   | 47            | Leoš Janáček, compositor checo          |
| Jokai         | 72.4 N   | 135.3 W   | 106           | Mór Jókai, escritor húngaro             |
| Judah Ha-Levi | 10.9 N   | 107.7 W   | 80            | Yehuda Halevi, escritor hispano-judaico |

## K
| Cratera         | Latitude | Longitude | Diâmetro (km) | Referência                                     |
| --------------- | -------- | --------- | ------------- | ---------------------------------------------- |
| Kalidasa        | 18.1 S   | 179.2 W   | 107           | Kālidāsa, escritor sânscrito                   |
| Keats           | 69.9 S   | 154.5 W   | 115           | John Keats, poeta inglês                       |
| Kenko           | 21.5 S   | 16.1 W    | 99            | Yoshida Kenkō, escritor japonês                |
| Kertész         | 27.44 N  | 214.06 W  | 33            | André Kertész, fotógrafo húngaro               |
| Khansa          | 59.7 S   | 51.9 W    | 111           | Al-Khansa, poeta árabe                         |
| Kipling         | 19.4 S   | 288.0 W   | 151           | Rudyard Kipling, escritor inglês               |
| Kōshō           | 60.1 N   | 138.2 W   | 65            | Kōshō, escultor japonês                        |
| Kuan Han-ch'ing | 29.4 N   | 52.4 W    | 151           | Guan Hanqing, dramaturgo chinês                |
| Kuiper          | 11.3 S   | 31.1 W    | 62            | Gerard Kuiper, astrónomo estadunidense         |
| Kunisada        | 1.8 N    | 247.6 W   | 280           | Utagawa Kunisada, japonês woodblock printmaker |
| Kurosawa        | 53.4 S   | 21.8 W    | 159           | Kinko Kurosawa, músico japonês                 |

## L
| Cratera        | Latitude | Longitude | Diâmetro (km) | Referência                                   |
| -------------- | -------- | --------- | ------------- | -------------------------------------------- |
| Lange          | 6.4 N    | 260.0 W   | 180           | Dorothea Lange, fotógrafa dos Estados Unidos |
| Leopardi       | 73.0 S   | 180.1 W   | 72            | Giacomo Leopardi, escritor italiano          |
| Lermontov      | 15.2 N   | 48.1 W    | 152           | Mikhail Lermontov, escritor russo            |
| Lessing        | 28.7 S   | 89.7 W    | 100           | Gotthold Ephraim Lessing, dramaturgo alemão  |
| Li Ch'ing-Chao | 77.1 S   | 73.1 W    | 61            | Li Qingzhao, escritor chinês                 |
| Li Po          | 16.9 N   | 35.0 W    | 120           | Li Bai, poeta chinês                         |
| Liang K'ai     | 40.3 S   | 182.8 W   | 140           | Liang Kai, artista chinês                    |
| Liszt          | 16.1 S   | 168.1 W   | 85            | Franz Liszt, compositor húngaro              |
| Lu Hsun        | 0        | 23.4 W    | 98            | Lu Xun, escritor chinês                      |
| Lysippus       | 0.8 N    | 132.5 W   | 140           | Lisipo, escultor da Grécia Antiga            |

## M
| Cratera      | Latitude | Longitude | Diâmetro (km) | Referência                                         |
| ------------ | -------- | --------- | ------------- | -------------------------------------------------- |
| Ma Chih-Yuan | 60.4 S   | 78.0 W    | 179           | Ma Zhiyuan, escritor chinês                        |
| Machaut      | 1.9 S    | 82.1 W    | 106           | Guillaume de Machaut, poeta e compositor francês   |
| Mahler       | 20.0 S   | 18.7 W    | 103           | Gustav Mahler, compositor austríaco                |
| Mansart      | 73.2 N   | 118.7 W   | 95            | Jules Hardouin Mansart, arquiteto francês          |
| Mansur       | 47.8 N   | 162.6 W   | 100           | Ustad Mansur, artista do Império Mogol             |
| March        | 31.1 N   | 175.5 W   | 70            | Ausiàs March, poeta catalão                        |
| Mark Twain   | 11.2 S   | 137.9 W   | 149           | Mark Twain, novelista estadunidense                |
| Marti        | 75.6 S   | 164.6 W   | 68            | José Martí, escritor cubano                        |
| Martial      | 69.1 N   | 177.1 W   | 51            | Marcial, poeta da Roma Antiga                      |
| Matabei      | 39.7 S   | 13.9 W    | 24            | Iwasa Matabei, pintor japonês                      |
| Matisse      | 24.0 S   | 89.8 W    | 210           | Henri Matisse, pintor francês                      |
| Melville     | 21.5 N   | 10.1 W    | 154           | Herman Melville, novelista estadunidense           |
| Mena         | 0.2 S    | 124.4 W   | 52            | Juan de Mena, poeta espanhol                       |
| Mendes Pinto | 61.3 S   | 17.8 W    | 214           | Fernão Mendes Pinto, escritor e viajante português |
| Michelangelo | 45.0 S   | 109.1 W   | 216           | Michelangelo, artista italiano                     |
| Mickiewicz   | 23.6 N   | 103.1 W   | 100           | Adam Mickiewicz, escritor polonês                  |
| Milton       | 26.2 S   | 174.8 W   | 186           | John Milton, poeta inglês                          |
| Mistral      | 4.5 N    | 54.0 W    | 110           | Gabriela Mistral, poetisa chilena                  |
| Mofolo       | 37.7 S   | 28.2 W    | 114           | Thomas Mofolo, escritor lesotense                  |
| Molière      | 15.6 N   | 16.9 W    | 132           | Molière, dramaturgo francês                        |
| Monet        | 44.4 N   | 10.3 W    | 303           | Claude Monet, artista francês                      |
| Monteverdi   | 63.8 N   | 77.3 W    | 138           | Claudio Monteverdi, compositor italiano            |
| Moody        | 13.1 S   | 215.4 W   | 80            | Ronald Moody, pintor jamaicano                     |
| Mozart       | 8.0 N    | 190.5 W   | 270           | Wolfgang Amadeus Mozart, compositor austríaco      |
| Munch        | 40.6 N   | 207.3 W   | 54            | Edvard Munch, pintor norueguês                     |
| Munkácsy     | 21.9 N   | 259.1 W   | 180           | Mihály Munkácsy, pintor húngaro                    |
| Murasaki     | 12.6 S   | 30.2 W    | 130           | Murasaki Shikibu, escritor japonês                 |
| Mussorgskij  | 32.8 N   | 96.5 W    | 125           | Modest Mussorgsky, compositor russo                |
| Myron        | 70.9 N   | 79.3 W    | 31            | Míron, escultor da Grécia Antiga                   |

## N
| Cratera | Latitude | Longitude | Diâmetro (km) | Referência                                 |
| ------- | -------- | --------- | ------------- | ------------------------------------------ |
| Nampeyo | 40.6 S   | 50.1 W    | 52            | Nampeyo, Hopi potter                       |
| Navoi   | 59.0 N   | 200.0 W   | 66            | Ali-Shir Nava'i, poeta uzbeque             |
| Nawahi  | 36.1 N   | 214.9 W   | 34            | Joseph Nawahi, pintor havaiano             |
| Neruda  | 52.47 S  | 234.55 W  | 110           | Pablo Neruda, poeta chileno                |
| Nervo   | 43.0 N   | 179.0 W   | 63            | Amado Nervo, poeta mexicano                |
| Neumann | 37.3 S   | 34.5 W    | 120           | Johann Balthasar Neumann, arquiteto alemão |
| Nizami  | 71.5 N   | 165.0 W   | 76            | Nizami, poeta persa                        |

## O
| Cratera | Latitude | Longitude | Diâmetro (km) | Referência                              |
| ------- | -------- | --------- | ------------- | --------------------------------------- |
| Okyo    | 69.1 S   | 75.8 W    | 65            | Maruyama Ōkyo, pintor japonês           |
| Oskison | 60.6 N   | 215.3 W   | 120           | John Milton Oskison, escritor ameríndio |
| Ovid    | 69.5 S   | 22.5 W    | 44            | Ovídio, poeta da Roma Antiga            |

## P
| Cratera    | Latitude | Longitude | Diâmetro (km) | Referência                              |
| ---------- | -------- | --------- | ------------- | --------------------------------------- |
| Petrarch   | 30.6 S   | 26.2 W    | 171           | Petrarca, poeta italiano                |
| Phidias    | 8.7 N    | 149.3 W   | 160           | Fídias, artista e arquiteto grego       |
| Philoxenus | 8.7 S    | 111.5 W   | 90            | Filoxeno, poeta da Grécia Antiga        |
| Picasso    | 3.3 N    | 309.9 W   | 133           | Pablo Picasso, pintor espanhol          |
| Pigalle    | 38.5 S   | 9.5 W     | 154           | Jean-Baptiste Pigalle, escultor francês |
| Po Chu-I   | 7.2 S    | 165.1 W   | 68            | Bai Juyi, poeta chinês                  |
| Po Ya      | 46.2 S   | 20.2 W    | 103           | Bo Ya, músico chinês                    |
| Poe        | 44.0 N   | 201.2 W   | 75            | Edgar Allan Poe, poeta estadunidense    |
| Polygnotus | 0.3 S    | 68.4 W    | 133           | Polignoto, pintor da Grécia Antiga      |
| Praxiteles | 27.3 N   | 59.2 W    | 182           | Praxiteles, escultor grego antigo       |
| Proust     | 19.7 N   | 46.7 W    | 157           | Marcel Proust, novelista francês        |
| Puccini    | 65.3 S   | 46.8 W    | 70            | Giacomo Puccini, compositor italiano    |
| Purcell    | 81.3 N   | 146.8 W   | 91            | Henry Purcell, compositor inglês        |
| Pushkin    | 66.3 S   | 22.4 W    | 231           | Alexander Pushkin, poeta russo          |

## Q
| Cratera   | Latitude | Longitude | Diâmetro (km) | Referência               |
| --------- | -------- | --------- | ------------- | ------------------------ |
| Qi Baishi | 4.2 S    | 196.0 W   | 15            | Qi Baishi, pintor chinês |

## R
| Cratera         | Latitude | Longitude | Diâmetro (km) | Referência                                     |
| --------------- | -------- | --------- | ------------- | ---------------------------------------------- |
| Rabelais        | 61.0 S   | 62.4 W    | 141           | François Rabelais, escritor francês            |
| Rachmaninoff    | 27.6 N   | 302.4 W   | 290           | Sergei Rachmaninoff, compositor russo          |
| Raden Saleh     | 2.2 N    | 201.3 W   | 25            | Raden Saleh, pintor javanês                    |
| Raditladi       | 27.28 N  | 240.93 W  | 257           | Leetile Disang Raditladi, escritor do Botswana |
| Rajnis          | 4.5 N    | 95.8 W    | 82            | Rainis, escritor letão                         |
| Rameau          | 54.9 S   | 37.5 W    | 51            | Jean Philippe Rameau, compositor francês       |
| Raphael         | 19.9 S   | 75.9 W    | 343           | Rafael, artista italiano                       |
| Ravel           | 12.0 S   | 38.0 W    | 75            | Maurice Ravel, compositor francês              |
| Rembrandt       | 33.2 S   | 271.8 W   | 720           | Rembrandt van Rijn, artista neerlandês         |
| Renoir          | 18.6 S   | 51.5 W    | 246           | Pierre-Auguste Renoir, artista francês         |
| Repin           | 19.2 S   | 63.0 W    | 107           | Ilya Yefimovich Repin, artista russo           |
| Riemenschneider | 52.8 S   | 99.6 W    | 145           | Tilman Riemenschneider, escultor alemão        |
| Rilke           | 45.2 S   | 12.3 W    | 86            | Rainer Maria Rilke, poeta alemão               |
| Rimbaud         | 62.0 S   | 148.0 W   | 85            | Arthur Rimbaud, poeta francês                  |
| Rodin           | 21.1 N   | 18.2 W    | 229           | Auguste Rodin, escultor francês                |
| Rubens          | 59.8 N   | 74.1 W    | 175           | Peter Paul Rubens, artista flamengo            |
| Rublev          | 15.1 S   | 156.8 W   | 132           | Andrei Rublev, pintor de ícones russo          |
| Rudaki          | 4.0 S    | 51.1 W    | 120           | Rudaki, poeta persa                            |
| Rude            | 32.8 S   | 79.6 W    | 75            | François Rude, escultor francês                |
| Rumi            | 24.1 S   | 104.7 W   | 75            | Mawlana Rumi, poeta persa                      |

## S
| Cratera         | Latitude | Longitude | Diâmetro (km) | Referência                                                        |
| --------------- | -------- | --------- | ------------- | ----------------------------------------------------------------- |
| Sadi            | 78.6 S   | 56.0 W    | 68            | Saadi, poeta persa                                                |
| Saikaku         | 72.9 N   | 176.3 W   | 88            | Ihara Saikaku, poeta japonês                                      |
| Sander          | 42.59 N  | 205.6 W   | 50            | August Sander, fotógrafo alemão                                   |
| Sarmiento       | 29.8 S   | 187.7 W   | 145           | Domingo Faustino Sarmiento, escritor argentino                    |
| Sayat-Nova      | 28.4 S   | 122.1 W   | 158           | Sayat-Nova, poeta arménio                                         |
| Scarlatti       | 40.5 N   | 100.0 W   | 129           | Domenico Scarlatti e Alessandro Scarlatti, compositores italianos |
| Schoenberg      | 16.0 S   | 135.7 W   | 29            | Arnold Schoenberg, compositor austríaco                           |
| Schubert        | 43.4 S   | 54.3 W    | 185           | Franz Schubert, compositor austríaco                              |
| Scopas          | 81.1 S   | 172.9 W   | 105           | Scopas, escultor e arquiteto da Grécia Antiga                     |
| Sei             | 64.3 S   | 89.1 W    | 113           | Sei Shōnagon, escritor japonês                                    |
| Shakespeare     | 49.7 N   | 150.9 W   | 370           | William Shakespeare, escritor inglês                              |
| Shelley         | 47.8 S   | 127.8 W   | 164           | Percy Bysshe Shelley, poeta inglês                                |
| Sher-Gil        | 45.1 S   | 225.5 W   | 73            | Amrita Sher-Gil, pintor indiano                                   |
| Shevchenko      | 53.8 S   | 46.5 W    | 137           | Taras Shevchenko, poeta ucraniano                                 |
| Sholem Aleichem | 50.4 N   | 87.7 W    | 200           | Sholom Aleichem, escritor iídiche                                 |
| Sibelius        | 49.6 S   | 144.7 W   | 90            | Jean Sibelius, compositor finladnês                               |
| Simonides       | 29.1 S   | 45.0 W    | 95            | Simónide de Ceos, poeta da Grécia Antiga                          |
| Sinan           | 15.5 N   | 29.8 W    | 147           | Mimar Sinan, arquiteto otomano                                    |
| Smetana         | 48.5 S   | 70.2 W    | 190           | Bedřich Smetana, compositor checo                                 |
| Snorri          | 9.0 S    | 82.9 W    | 19            | Snorri Sturluson, poeta islandês                                  |
| Sophocles       | 7.0 S    | 145.7 W   | 150           | Sófocles, dramaturgo da Grécia Antiga                             |
| Sor Juana       | 49.0 N   | 23.9 W    | 93            | Sor Juana Inez de la Cruz, escritor mexicano                      |
| Sōseki          | 38.9 N   | 37.7 W    | 90            | Natsume Sōseki, novelista japonês                                 |
| Sotatsu         | 49.1 S   | 18.1 W    | 165           | Tawaraya Sōtatsu, artista japonês                                 |
| Spitteler       | 68.6 S   | 61.8 W    | 68            | Carl Spitteler, poeta suíço                                       |
| Steichen        | 13.14 S  | 282.73 W  | 159           | Edward Steichen, fotógrafo estadunidense                          |
| Stravinsky      | 50.5 N   | 73.5 W    | 190           | Igor Stravinsky, compositor russo                                 |
| Strindberg      | 53.7 N   | 135.3 W   | 190           | August Strindberg, escritor sueco                                 |
| Sullivan        | 16.9 S   | 86.3 W    | 145           | Louis Sullivan, arquiteto estadunidense                           |
| Sur Das         | 47.1 S   | 93.3 W    | 132           | Surdas, poeta hindu                                               |
| Surikov         | 37.1 S   | 124.6 W   | 120           | Vasily Surikov, artista russo                                     |
| Sveinsdóttir    | 2.58 S   | 259.96 W  | 220           | Júlíana Sveinsdóttir, artista islandesa                           |

## T
| Cratera       | Latitude | Longitude | Diâmetro (km) | Referência                               |
| ------------- | -------- | --------- | ------------- | ---------------------------------------- |
| Takanobu      | 30.8 N   | 108.2 W   | 80            | Fujiwara Takanobu, poeta japonês         |
| Takayoshi     | 37.5 S   | 163.1 W   | 139           | Takayoshi, pintor japonês                |
| Tansen        | 3.9 N    | 70.9 W    | 34            | Tansen, compositor do Hindustão          |
| Thakur        | -2.5     | 64        | 115           | Rabindranath Tagore, escritor indiano    |
| Theophanes    | 3.0 S    | 63.5 W    | 118           | Teófanes, o Grego, pintor de ícones      |
| Thoreau       | 5.9 N    | 132.3 W   | 80            | Henry David Thoreau, poeta estadunidense |
| Tintoretto    | 48.1 S   | 22.9 W    | 92            | Tintoretto, artista italiano             |
| Titian        | 3.6 S    | 42.1 W    | 121           | Ticiano, artista italiano                |
| To Ngoc Van   | 52.3 N   | 110.7 W   | 63            | To Ngoc Van, pintor vietnamita           |
| Tolstoj       | 16.3 S   | 163.5 W   | 390           | Leo Tolstoy, escritor russo              |
| Ts'ai Wen-chi | 22.8 N   | 22.2 W    | 119           | Cai Wenji, poeta e compositor chinês     |
| Ts'ao Chan    | 13.4 S   | 142.0 W   | 110           | Cao Xueqin, novelista chinês             |
| Tsurayuki     | 63.0 S   | 21.3 W    | 87            | Tsurayuki Kino, escritor japonês         |
| Tung Yuan     | 73.6 N   | 55.0 W    | 64            | Dong Yuan, artista chinês                |
| Turgenev      | 65.7 N   | 135.0 W   | 116           | Ivan Turgenev, escritor russo            |
| Tyagaraja     | 3.7 N    | 148.4 W   | 105           | Tyāgarāja, compositor indiano            |

## U
| Cratera   | Latitude | Longitude | Diâmetro (km) | Referência              |
| --------- | -------- | --------- | ------------- | ----------------------- |
| Unkei     | 31.9 S   | 62.7 W    | 123           | Unkei, escultor japonês |
| Ustad Isa | 32.1 S   | 165.3 W   | 136           | Ustad Isa, arquiteto    |

## V
| Cratera   | Latitude | Longitude | Diâmetro (km) | Referência                           |
| --------- | -------- | --------- | ------------- | ------------------------------------ |
| Valmiki   | 23.5 S   | 141.0 W   | 221           | Valmiki, poeta indiano               |
| Van Dijck | 76.7 N   | 163.8 W   | 105           | Anthony van Dyck, artista flamengo   |
| Van Eyck  | 43.2 N   | 158.8 W   | 282           | Jan van Eyck, artista flamengo       |
| Van Gogh  | 76.5 S   | 134.9 W   | 104           | Vincent van Gogh, artista neerlandês |
| Velázquez | 37.5 N   | 53.7 W    | 129           | Diego Velázquez, pintor espanhol     |
| Verdi     | 64.7 N   | 168.6 W   | 163           | Giuseppe Verdi, compositor italiano  |
| Vicente   | 56.8 S   | 142.4 W   | 98            | Gil Vicente, escritor português      |
| Vivaldi   | 13.7 N   | 85.0 W    | 213           | Antonio Vivaldi, compositor italiano |
| Vlaminck  | 28.0 N   | 12.7 W    | 97            | Maurice de Vlaminck, pintor francês  |
| Vyasa     | 48.3 N   | 81.1 W    | 290           | Vyasa, poeta indiano                 |

## W
| Cratera   | Latitude | Longitude | Diâmetro (km) | Referência                            |
| --------- | -------- | --------- | ------------- | ------------------------------------- |
| Wagner    | 67.4 S   | 114.0 W   | 140           | Richard Wagner, compositor alemão     |
| Wang Meng | 8.8 N    | 103.8 W   | 165           | Wang Meng, artista chinês             |
| Wergeland | 38.0 S   | 56.5 W    | 42            | Henrik Wergeland, escritor norueguês  |
| Whitman   | 41.4 N   | 110.4 W   | 70            | Walt Whitman, poeta estadunidense     |
| Wren      | 24.3 N   | 35.2 W    | 221           | Christopher Wren, arquiteto britânico |

## X
| Crateraa  | Latitude | Longitude | Diâmetro (km) | Epônimo                   |
| --------- | -------- | --------- | ------------- | ------------------------- |
| Xiao Zhao | 10.64 N  | 236.21 W  | 23            | Xiao Zhao, artista chinês |

## Y
| Cratera    | Latitude | Longitude | Diâmetro (km) | Referência                           |
| ---------- | -------- | --------- | ------------- | ------------------------------------ |
| Yeats      | 9.2 N    | 34.6 W    | 100           | William Butler Yeats, poeta irlandês |
| Yun Son-Do | 72.5 S   | 109.4 W   | 68            | Yun Sondo, poeta coreano             |

## Z
| Cratera | Latitude | Longitude | Diâmetro (km) | Referência                         |
| ------- | -------- | --------- | ------------- | ---------------------------------- |
| Zeami   | 3.1 S    | 147.2 W   | 120           | Zeami Motokiyo, dramaturgo japonês |
| Zola    | 50.1 N   | 177.3 W   | 80            | Emile Zola, escritor francês       |